# Seehorn (bergstopp i Schweiz, Valais)
Seehorn är en bergstopp i Schweiz.   Den ligger i distriktet Brig och kantonen Valais, i den södra delen av landet, 100 km sydost om huvudstaden Bern. Toppen på Seehorn är 2 439 meter över havet, eller 559 meter över den omgivande terrängen. Bredden vid basen är 2,4 km.
Terrängen runt Seehorn är mycket bergig. Närmaste större samhälle är Brig, 18,1 km nordväst om Seehorn. 
I omgivningarna runt Seehorn växer i huvudsak blandskog. Runt Seehorn är det mycket glesbefolkat, med 3 invånare per kvadratkilometer.